# Фокальна площина
Фокальна площина — площина, утворена всіма фокусами (головним та допоміжними) оптичної системи.
У параксіальній оптиці перетин фокальної площини з оптичною віссю визначає положення головного фокусу оптичної системи - це саме точка перетину оптичної осі з фокальною площиною. Будь-яка оптична система має дві фокальні площини — передню та задню. В ідеальній (безабераційній) оптичній системі вони розташовані перпендикулярно оптичній осі. 
Існують афокальні оптичні системи. Це не означає, що вони не мають фокусів й, відповідно, фокальних площин. Це означає, що фокусні відстані таких систем дорівнюють нескінченності. Такі оптичні системи називають телескопічними або афокальними.
В ідеальній оптичній системі фокальна площина простору зображень 
сполучена з нескінченно віддаленою площиною простору предметів, 
тобто являє собою сукупність фокусів всіх нахилених пучків, промені світла в яких паралельні. 
В реальних оптичних системах поверхня, яка має такі властивості, не є площиною . 
Аберація, яка служить причиною розбіжності даної поверхні з площиною, називається 
кривиною поля зображення.